# Pangrapta griseola
Pangrapta griseola är en fjärilsart som beskrevs av Otto Staudinger 1892. Pangrapta griseola ingår i släktet Pangrapta och familjen nattflyn. Inga underarter finns listade i Catalogue of Life.